# Le Verrou (Fragonard)
Vous lisez un « bon article » labellisé en 2011.
Pour les articles homonymes, voir Le Verrou.
Le Verrou est une scène représentant les prémices d’un rapport sexuel entre un homme et une femme peinte par Jean-Honoré Fragonard en 1777. Il s'agit de l'un des tableaux les plus célèbres du peintre, véritable référence de la peinture du XVIIIe siècle. Une première interprétation suggère que la scène représente deux amants enlacés dans une chambre à coucher, l'homme poussant le verrou de la porte. Une interprétation différente suggère au contraire la représentation d’un viol, la femme représentée tentant de s’extirper des bras de l’homme, celui-ci l’enfermant dans la pièce en poussant le verrou pour pouvoir abuser d'elle à loisir.
La toile est conservée au musée du Louvre, au département des Peintures, dans la section consacrée à la peinture française du XVIIIe siècle, au deuxième étage de l'aile Sully. Elle y côtoie quelques-uns des plus grands chefs-d'œuvre picturaux de la même époque, selon un parcours organisé chronologiquement.
Cette peinture, véritable symbole de l'esprit libertin du XVIIIe siècle, reflète l'état d'esprit adopté par les peintres de l'époque, notamment celui de François Boucher, l'un des maîtres de Fragonard et grand représentant de la peinture rococo.

## Historique de l'œuvre

### Œuvre de commande
L'œuvre a été commandée dans l'année 1773 par Louis-Gabriel Véri-Raionard, marquis de Véri (1722-1785). Réalisée pour ce collectionneur réputé et exigeant, cette peinture érotique, apparemment légère mais affirmant une ambition réelle, s’inscrit dans un ensemble de représentations amoureuses, parfois grivoises, et éminemment représentatives de l’esprit de la société française à l’heure où les Lumières vont bientôt vaciller. La toile semble inaugurer un renouvellement profond de l’inspiration de Fragonard, qui s'était d'abord illustré dans la peinture d'histoire, notamment avec Jéroboam sacrifiant aux idoles, premier prix de Rome 1752. L'obtention de cette distinction permet à Fragonard de jouir d'une immense notoriété. Ses scènes galantes sont extrêmement courues et la noblesse lui passe de nombreuses commandes, à l'instar de celle du baron de Saint-Julien pour Les Hasards heureux de l'escarpolette (1767).

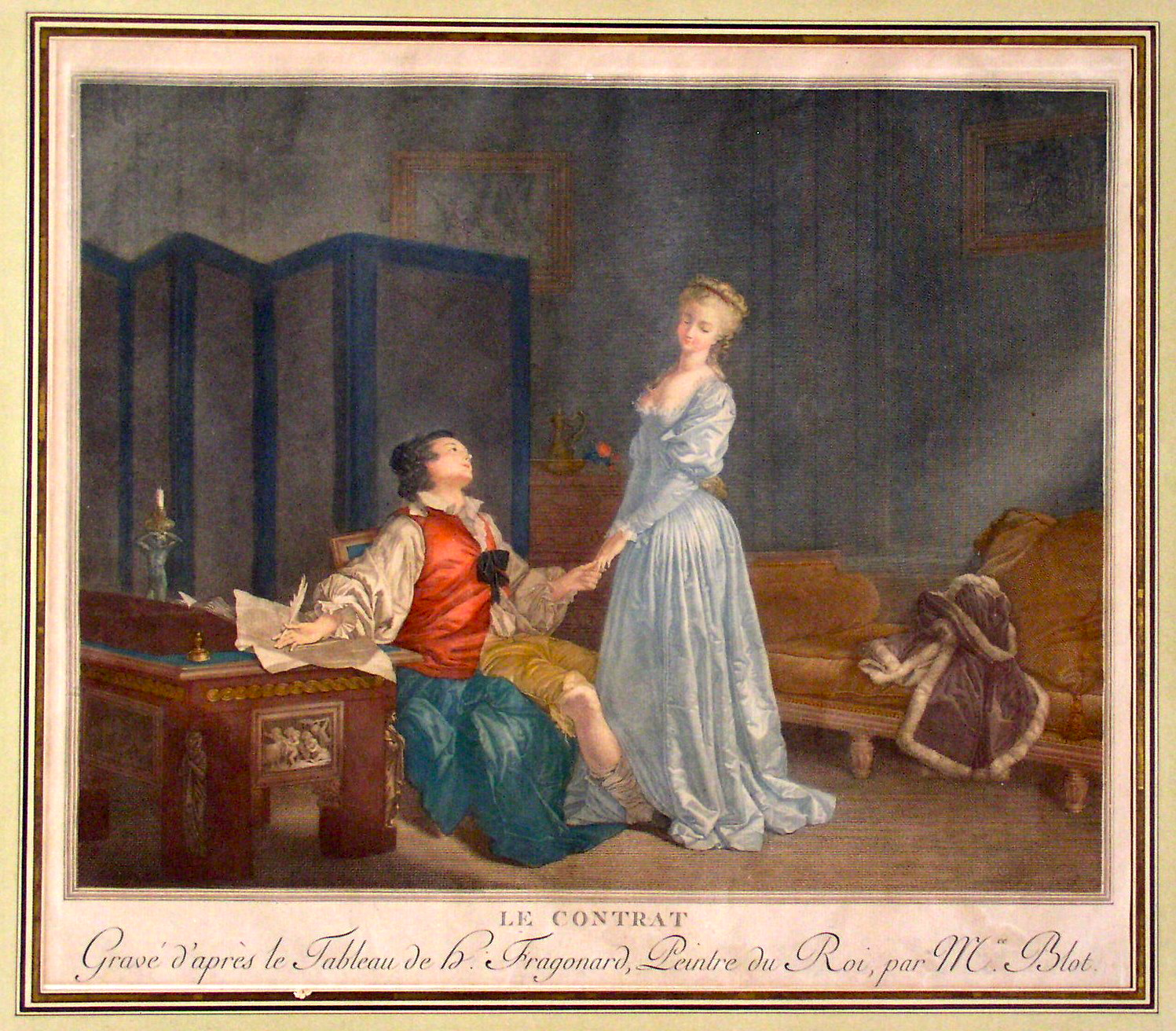
Le Contrat (1792), gravure de Maurice Blot d'après Fragonard.

Selon Edmond de Goncourt, Fragonard avait donné au Verrou « un pendant plus convenable : Le Contrat », lui-même suite d'un autre appelé L'Armoire. Le tableau, qui appartenait à la collection du marquis de Véri, nous est parvenu grâce à la gravure de Maurice Blot, qui avait, huit ans auparavant, réalisé une gravure du Verrou. Cette estampe, considérée comme médiocre, eut cependant un très grand succès attribuable en bonne partie à la gloire de Fragonard. Une théorie voudrait d'ailleurs que les deux œuvres que sont Le Contrat et Le Verrou constituent, avec L'Armoire, autre tableau de Fragonard, les trois chapitres d'un roman dont les héros seraient les deux amants. Le Verrou illustrerait la passion du couple, L'Armoire, la découverte de leur aventure prise en flagrant délit et Le Contrat, leur réconciliation.

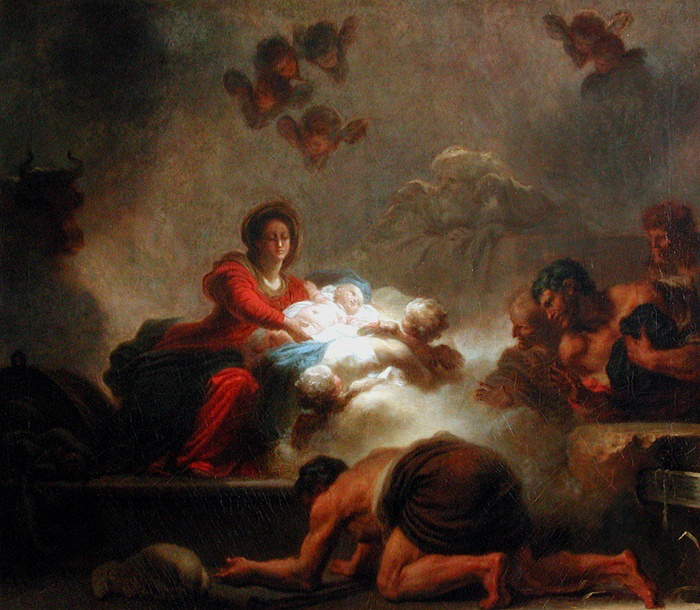
L'Adoration des bergers (1775) de Fragonard, pendant du Verrou, musée du Louvre, Paris.

Aujourd'hui, on[Qui ?] considère comme seul pendant du Verrou une œuvre d'inspiration plus sacrée, L'Adoration des bergers (1775). Cette toile, également commandée par le marquis, aurait été suggérée par Fragonard lui-même. Elle montre la volonté de Fragonard de renouer avec l'art sacré et permet d'opposer deux sens de l'Amour : l'amour charnel ou libertin, cher au XVIIIe siècle, et l'amour sacré, religieux.

### Propriétaires successifs
Après la mort du marquis de Véri, le tableau figure, sous le no 37, dans sa vente d'après décès le 12 décembre 1785, où il est acheté 3 950 livres par le marchand de tableaux Lebrun. Le Verrou fait partie de la vente aux enchères, le 3 avril 1792, de la collection de Laurent Grimod de la Reynière, vente sans doute motivée par les difficultés financières dues à une opération financière trouble de l'ancien fermier général avec un banquier de Gênes, Serra, et un autre de Genève, Haller. À cette vacation, elle est de nouveau acquise 3 010 livres par Lebrun. S'ensuit une longue période où l'on perd la trace du tableau. Il aurait été proposé au musée du Louvre, en 1817, par Gabriel d'Arjuzon.
Il entre finalement dans la collection du marquis Achille Raimond de Bailleul au château du Rouville à Alizay dans l'Eure. En 1887, la toile reviendra, par héritage, à la fille du marquis : Marie Jeanne de Bailleul (1861-1921), épouse Raimond Houzard de la Potterie. En 1922, Le Verrou est proposé à l'achat au musée du Louvre par l'expert en tableaux Georges Sortais. Il entre finalement en possession de Madame le Pelletier, belle-mère d'une des héritières La Potterie (vraisemblablement la mère de Paul Le Pelletier 1886-1965 qui épousa Anne-Marie Houzard de la Potterie).
Le tableau passe alors de collection en collection. En premier lieu, celle de monsieur André Vincent. À la suite de sa vente aux enchères à Paris, galerie Charpentier, le 26 mai 1933, no 21, la toile entre dans la collection Lebaron-Cotnareanu. Puis il fait partie de la collection Sportuno Coty. À la vente aux enchères à Paris, palais Galliéra le 21 mars 1969, no 166, l'œuvre est acquise par le marchand de tableaux anciens François Heim le 21 mars 1969 pour environ 50 000 francs. Il la revend au musée du Louvre en 1974 pour 5 150 000 francs, et l'œuvre reçoit alors le numéro d'inventaire R.F.1974.2. La majeure partie de la somme provenait d'une subvention exceptionnelle du ministère des Finances, alors dirigé par Valéry Giscard d'Estaing. Celui-ci, devenu candidat à la présidence de la République, n'apprécia pas d'être traité par la presse satirique de « Pigeon de la rue de Rivoli », ancienne adresse du ministère des Finances (aile Richelieu du Louvre).
L'Adoration des bergers a été offerte au Louvre en 1988 par monsieur et madame Roberto Polo. Les deux œuvres sont ainsi rassemblées, opposant à nouveau l'amour sacré et l'amour profane, destinée originelle de la paire.

### L'affaire duVerrou
La cession du Verrou au Louvre fit l’objet d’une importante affaire juridique lorsque les vendeurs précédents découvrirent la véritable identité de l'œuvre et demandèrent la nullité de la vente.
Lorsque Heim acquit Le Verrou aux enchères, il était désigné comme « attribué à Fragonard » : un doute subsistait alors sur l’auteur du tableau. C’est le marchand qui restaura l’œuvre et établit son authenticité, ce qui augmenta considérablement sa valeur et lui permit de le revendre au Louvre pour cinq millions de francs.
À l’occasion de la cession au Louvre, les héritiers de Jean André Vincent, qui avait vendu le tableau à Heim, apprirent l’authenticité et demandèrent l’annulation de la vente aux enchères pour erreur sur une des qualités substantielles de la chose, la qualité en cause étant l’authenticité de l’œuvre.
Cependant, la première chambre civile de la Cour de cassation, confirmant les décisions des juges du fond, refusa de prononcer cette nullité dans un arrêt célèbre du 24 mars 1987. En effet, elle retint que la mention « attribué à Fragonard » laissait subsister un doute quant à l’authenticité du tableau mais ne l’excluait pas. Ce doute, cet aléa, était connu tant par le vendeur que par l’acheteur lors de la vente : ni l’un ni l’autre n’avaient donc commis d’erreur, ayant bien acheté un tableau qu’ils savaient comme étant peut-être de Fragonard. De cette jurisprudence la doctrine formula le principe selon lequel « L’aléa chasse l’erreur ».
Un autre aléa subsiste cependant : celui sur la désignation « attribué à », lors de la vente Vincent en 1933, alors que le tableau est désigné comme un Fragonard certain dès 1855, dans un Dictionnaire de Bouillet et ailleurs, et aussi une œuvre maîtresse de l'artiste. Le tableau aurait ainsi été déclassé, donc vendu moins cher, à un véritable collectionneur il est vrai, qui l'aura conservé sa vie entière, avant la cession au Louvre et son reclassement. 
Fréquentes avant 1987, ces étourderies d'experts ont ainsi été mises en évidence, et la même année, éclairent un autre jugement, en sens inverse cette fois, dans l'affaire similaire du Poussin (de Saint Arroman).

### Esquisse

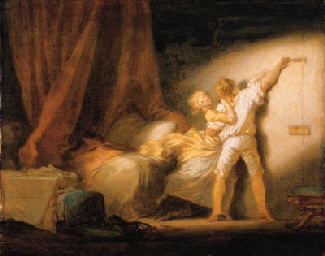
Esquisse du Verrou vendue chez Christie's le 17 décembre 1999.

Une esquisse de taille réduite (26 × 32,5 cm) du tableau, provenant de la collection d’Akram Ojjeh, a été vendue chez Christie's le 17 décembre 1999 (lot no 95) pour la somme de 5 281 500 livres sterling, soit environ 8 080 000 euros.

## Description
La toile mesure 73 × 93 cm. Elle présente un couple enlacé. La femme, vêtue d'une robe de satin doré, semble vouloir s'extirper nonchalamment de l'étreinte de son amant. Ce dernier pousse le loquet éponyme de la porte qui se ferme sur une pièce en grand désordre : le lit défait, une chaise renversée. Plusieurs éléments interpellent le regard et, notamment, une pomme posée dans la lumière du clair-obscur. Le Verrou « raconte moins le désir féminin que la passion qui se joue entre un amant et sa maîtresse dans le secret de l'alcôve». La lumière est posée sur le couple, comme un projecteur dramatique, alors que des tentures de baldaquin situé hors champ accentuent encore l'impression d'une scène théâtrale; les étoffes constituent en effet plus de la moitié de la surface peinte totale. 
Plusieurs éléments interpellent le regard et, notamment, une pomme posée dans la lumière du clair-obscur. 

## Contexte culturel
Au moment où Fragonard peint Le Verrou, cette deuxième moitié du XVIIIe siècle est une période d'intense bouillonnement intellectuel, notamment grâce à la diffusion des idées des Lumières. C'est également le début d'un changement dans les mœurs qui deviennent plus libres. L'omniprésence de la peinture sacrée mais aussi de l'Histoire dans l'art laisse de plus en plus de place à la peinture de genre. On voit apparaître des scènes de genre qui se diversifient et qui plaisent. Le sujet de prédilection des peintres devient « l'Amour à la mode, galant, badin, ravisseur ».
Parmi ces œuvres, deux écoles se distinguent. L'une serait celle de la retenue, de l'expression douce-amère, mais romantique[pertinence contestée], des natures mortes de Chardin qui se pose en « peintre des vertus bourgeoises ». L'autre annonce le rococo dont Watteau est considéré comme le premier représentant dans le domaine de la peinture. Ses « idylles galantes » (comme la toile Pèlerinage à l'île de Cythère, 1717) plongent dans l'atmosphère fantasmée de la Grèce, on parle d'ailleurs de « siècle de l'Arcadie ». La peinture se fait plus douce, plus suave, héritage certain du sfumato (trait « évanescent ») de Vinci. Apparaît alors la chair[réf. nécessaire]. D'abord, la nudité des dieux grecs et romains sert de prétexte au dévoilement du corps comme, chez François Boucher, Diane sortant du bain (1742). Puis, c'est l'aboutissement incarné par L'Odalisque brune (1745) de Boucher.
Le maître de Fragonard représente sa femme nue, allongée sur le ventre, regardant celui qui la contemple avec toute l'ironie, à la fois contenue et exacerbée, de cette époque. Ce tableau fait scandale et retentit certainement dans l'esprit du tout jeune Fragonard, qui part travailler dans l'atelier de Boucher dès l'âge de quatorze ans, soit un an après la présentation de L'Odalisque brune.

Contexte culturel dans lequel Fragonard commence à peindre Le Verrou.
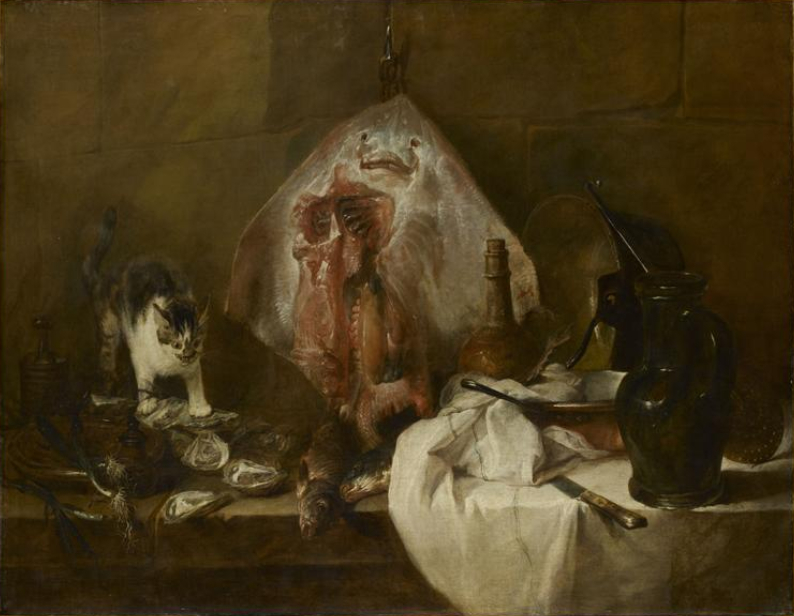
La Raie (avant 1728) de Jean Siméon Chardin, musée du Louvre, Paris.
Pèlerinage à l'île de Cythère (1717) d'Antoine Watteau, musée du Louvre, Paris.
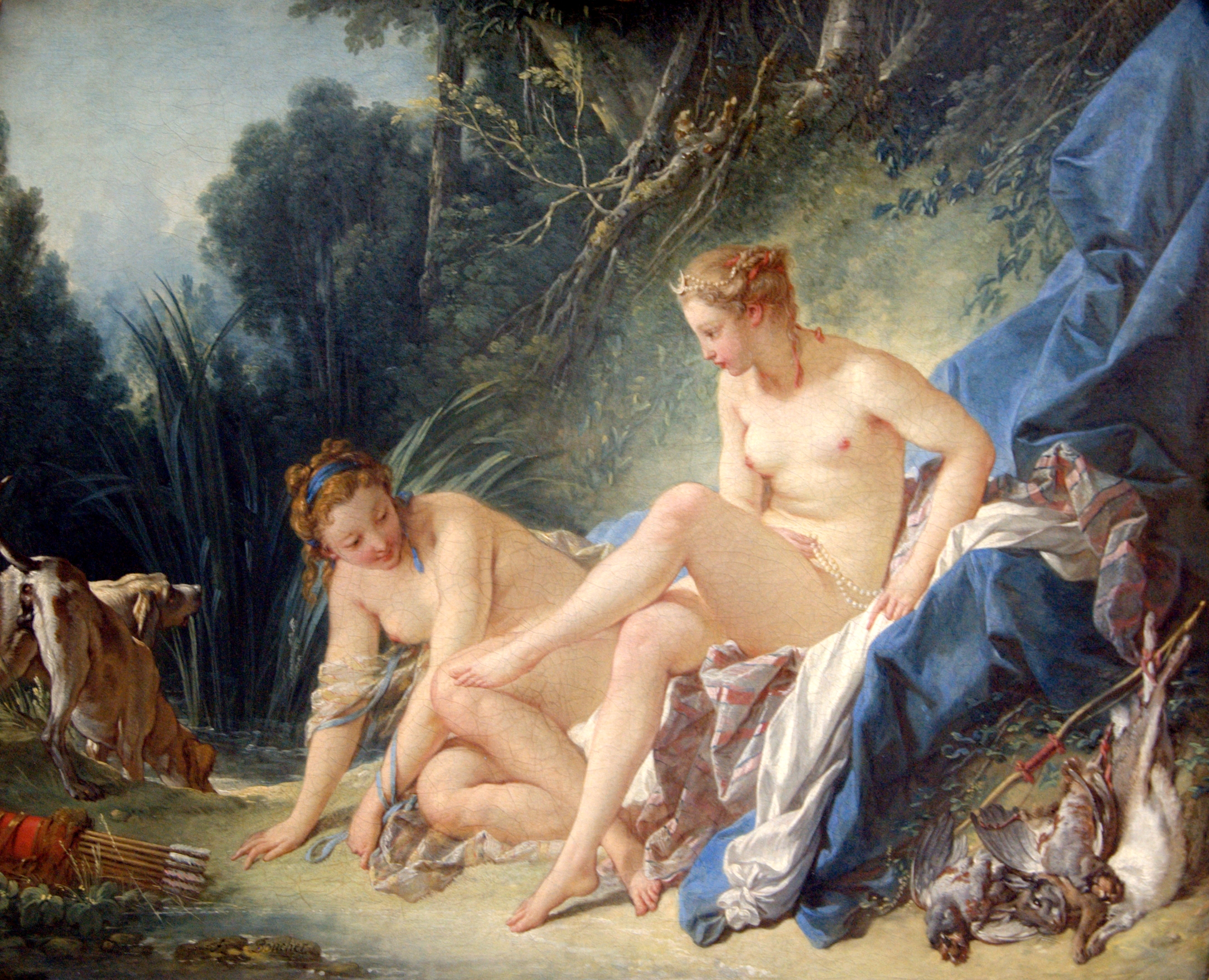
Diane sortant du bain (1742) de François Boucher, musée du Louvre, Paris.
L'Odalisque brune (1745) de François Boucher, musée du Louvre, Paris.

## Analyse

### Sources d'inspiration et réalisation
En grand amoureux du dessin, Fragonard commence par réaliser plusieurs esquisses et études du Verrou. On suppose que le maître a utilisé des modèles pour la réalisation de son œuvre, comme il en avait parfois l'habitude comme peut l'illustrer sa toile Les Débuts du modèle. Il aimait également s'inspirer des écrits de son époque. Gault de Saint-Germain dit à son sujet que « l'Arioste, Boccace, La Fontaine furent ses inspirateurs et ses maîtres : ingénieux, spirituel dans l'invention, il eut quelquefois la fraîcheur du coloris de ses modèles inimitables ».
Tout comme François Boucher, Fragonard emploie une sous-couche d'impression rouge ou grise, dite « imprimeure », comme fond coloré avant d’appliquer la peinture. Cette sous-couche permet d'éviter que le support n'absorbe la peinture.
Après avoir fait l’ébauche du sujet par un dessin, il applique la peinture en plusieurs couches superposées. La touche est fine, claire mais précise, nerveuse et efficace. La touche de Fragonard est d'ailleurs facilement reconnaissable par sa spontanéité, son génie. Notons l'exemple des « portraits de fantaisie » réalisés, dit-on, en une heure, et qui dévoilent toute la maîtrise du peintre.

Exemples de « portraits de fantaisie »
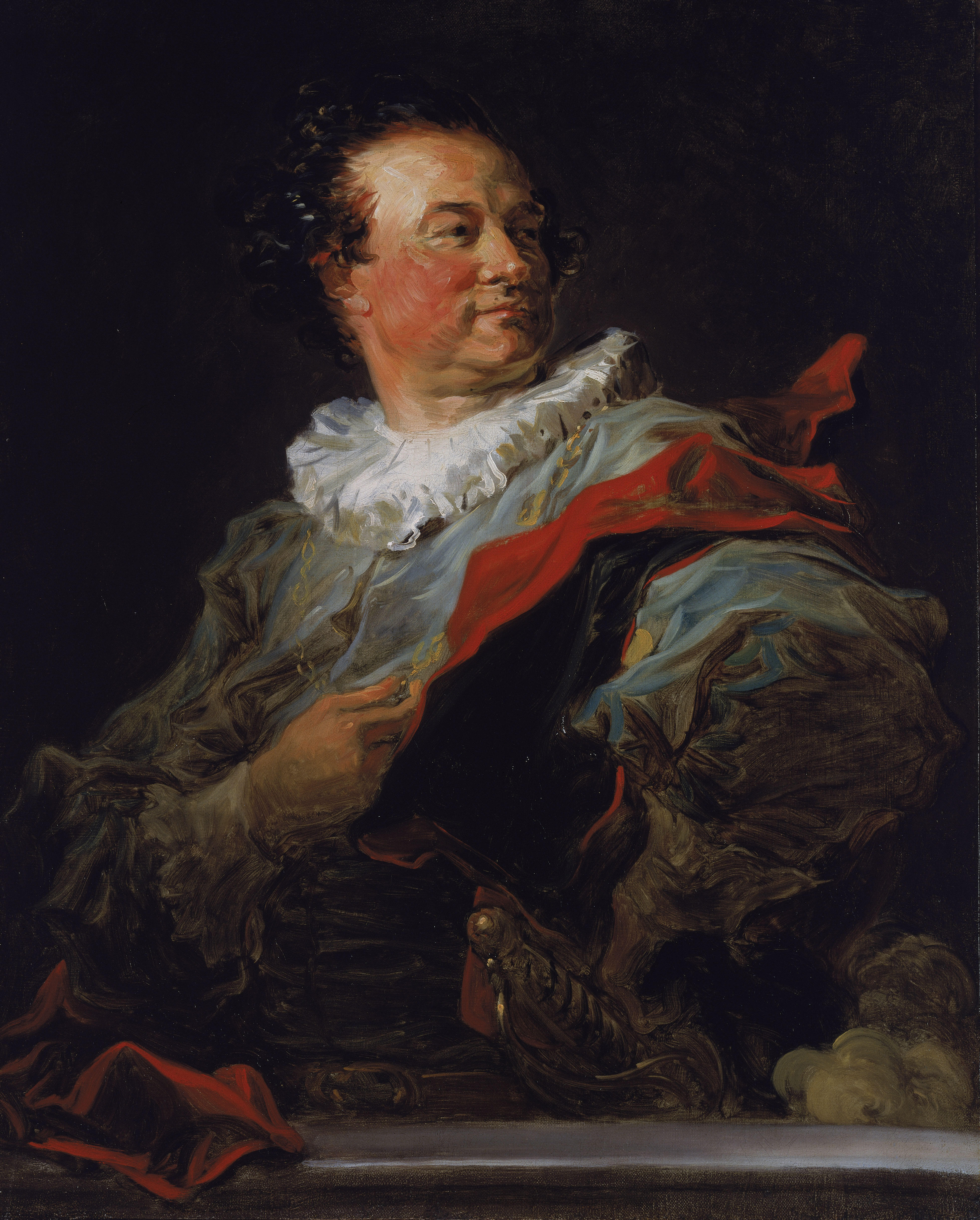
François-Henri d'Harcourt (1769) par Fragonard, collection privée.
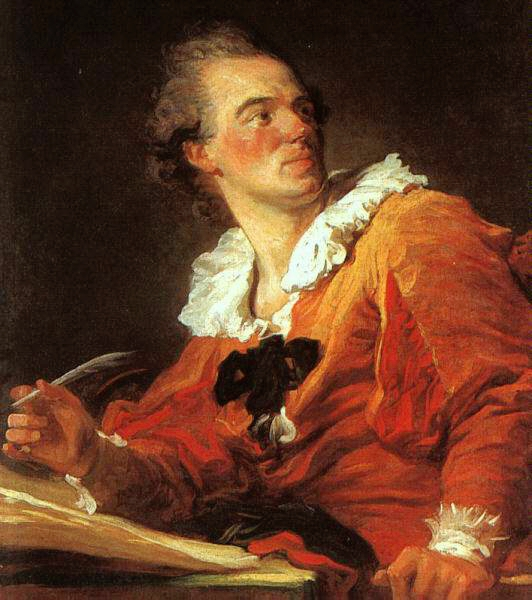
L'Inspiration (1769) de Fragonard, musée du Louvre, Paris.
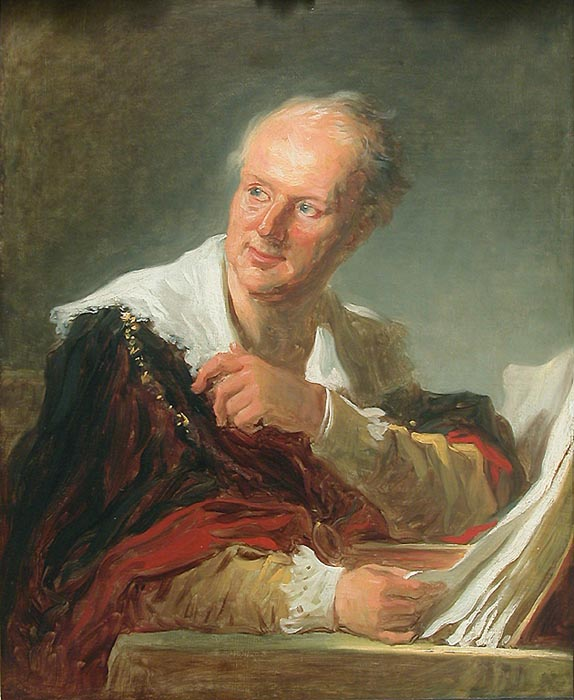
Portrait d'un homme (anciennement désigné comme Diderot - 1769) par Fragonard, musée du Louvre, Paris.

Le travail de la lumière, au moyen de la technique du clair-obscur élaborée par Rembrandt et que Fragonard a assimilée, est central dans Le Verrou. Cette application à travailler la lumière sert également l'analyse comparée du Verrou et de L'Adoration aux bergers. Dans le premier, la lumière est posée sur les personnages tandis que dans le second, elle en émane. Il y a dans cette opposition tout ce qui fait la différence entre le sacré, éclairant l'âme, et le profane, sans éclat propre.

### Composition

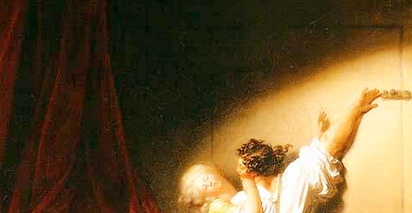
Dans ce détail, la diagonale structurant l'œuvre est clairement visible.

Le tableau est divisé en deux parties, suivant une diagonale nette, opposant, du côté droit, en pleine lumière, le couple enlacé et, du côté gauche, dans la pénombre, le lit et ses tentures. L'œuvre est structurée entre ces deux espaces. L'un, dans l'action, présente les faits et l'autre, foisonnant d'éléments symboliques, permet l'interprétation comme pour un texte ses figures de style et ses tournures. Cette construction amplifie le mouvement des personnages qui semblent entraînés vers le verrou, héros discret mais fondamental. Sans ce dernier, peint de façon excentrée, en haut à droite de la toile, il n'y aurait pas ce dynamisme qui participe à faire de ce tableau un chef-d'œuvre. De plus, la diagonale guide l'œil du lit au verrou, ou inversement, mettant en relation les différents espaces scéniques. Avec Le Verrou, Fragonard « affirme que peindre est un acte qui met en scène un sujet qui n'est pas visible mais qui crève les yeux » et, ce faisant, il invite le spectateur à endosser le rôle d'un voyeur indélicat.

## Interprétation

### Dimension érotique

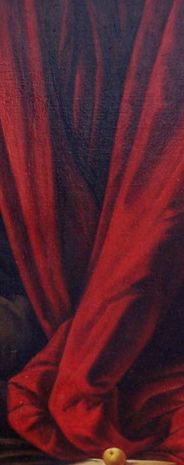
Détail de la tenture de velours cramoisi.

La dimension érotique de la scène, au-delà de l'étreinte de ses deux protagonistes, s'exprime dans le décor, pour le moins théâtral, qui les entoure. Tout d'abord, la lourde tenture de velours cramoisi, choix de couleur très suggestif, s'enroule et se replie en une forme dont la dimension phallique semble évidente. Véritable symbole du désir sexuel, elle occupe une bonne moitié de l'espace du tableau.
De même, certains[Qui ?] verront dans le pli de l'oreiller la représentation d'une poitrine de femme, détail s'opposant ainsi au symbole de la virilité comme un délicat clin d'œil aux attributs de la féminité[réf. nécessaire].

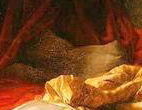
Détail de l'oreiller.

Ces éléments, s'ils peuvent paraître audacieux, sont dévoilés avec une extrême parcimonie, camouflés dans le désordre et la pénombre d'un lit d'amour. Le choix des couleurs va d'ailleurs en ce sens. Les personnages, en pleine lumière, et le lit, tout en nuances de rouge et de marron, invitent à une profonde intimité. Le verrou lui-même, avec sa tige coulissante, est un objet des plus ambigus. La définition qu'en donne le Littré en est d'ailleurs fort suggestive : « Moyen de fermeture consistant en une barre de fer ronde ou carrée, de même dimension dans toute sa longueur, ayant une queue au milieu et un mouvement de va-et-vient entre deux crampons ». Cependant, de grands critiques d'Art, tel Daniel Arasse, estiment que nommer ces éléments érotiques, voire purement sexuels, fait tort au tableau. « Être confronté à l'innommable », voilà ce qui doit motiver le spectateur. C'est à lui d'accepter ou non la destinée de l'œuvre et non à un tiers de la lui imposer, comme une évidence, et cela pour ne pas tomber dans « l'interprétation vulgaire».

### Usage des symboles

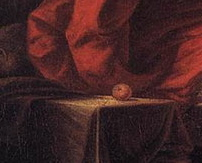
Détail de la pomme.

Deux symboles se font face dans la composition du tableau. Le premier est la pomme, éminent symbole du péché originel relaté dans la Genèse. Elle se trouve en pleine lumière, bien en évidence, comme si elle prenait à témoin les deux amants[réf. nécessaire].
L'autre élément symbolique de la toile est un bouquet de fleurs tombé à terre dans l'angle en bas à droite du cadre. Symbole de virginité, traditionnellement jeté en l'air au moment du mariage, il est ici présenté comme dégradé. De plus, il se trouve sous la pomme qui, elle, est posée sur une petite table. Il s'agit peut-être d'une façon de symboliser la victoire du vice sur la vertu.

### Gestes du tableau et débat
Tous les mouvements des personnages sont orientés vers le verrou. Le bras gauche de l'homme enserre la femme tandis que son bras droit est tendu vers le loquet. La femme, elle aussi, tend un bras vers le verrou, on ne sait si c'est pour le fermer par elle-même ou s'il s'agit d'une tentative de fuite.
Cela amène à se demander si nous contemplons réellement une scène d'amour ou un viol. Les partisans de la première hypothèse s'appuieront sur le désordre du lit et la tenue de l'homme. Ceux de la seconde verront dans l'apparent trouble où se trouve la jeune femme une preuve de sa contrainte. Savoir si l'acte d'amour a déjà été consommé ou non constitue, en effet, le principal débat concernant l'œuvre qui a parfois eu pour nom Le Viol[réf. nécessaire].

### Hypothèse d'un troisième personnage

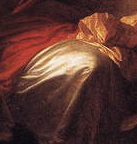
Détail du genou et de la robe de la femme.

Une autre théorie de Jean Pierre Cuzin et Dimitri Salmom veut que l'angle que fait le bord du lit au deuxième plan soit en réalité celui d'un genou plié. Cette hypothèse est étayée par trois éléments. Tout d'abord, le tissu recouvrant le genou semble être de la même facture que celui du jupon de la femme. Or Fragonard, dont le père était marchand d'étoffes, a une véritable fascination pour les tissus,. Il semble donc étrange que le peintre ait ainsi appareillé le vêtement de la femme avec les draps du lit sans évoquer la possibilité d'un troisième personnage, effacé dans la version finale. D'autre part, il y aurait également une erreur de perspective dans la construction du lit, interdisant que son bord soit situé à cet endroit. Enfin, cette explication clôturerait définitivement le débat sur le viol car la présence d'une troisième personne expliquerait le désordre du lit avant que l'amante, devenue victime[pas clair], n'entre dans la pièce.

## Influence et détournement
Le Verrou annonce, dans la continuité de l'œuvre de Fragonard et de ses contemporains, un changement de mentalité dans la société française du XVIIIe siècle. La manière d'écrire, de penser, se teinte d'un libertinage avoué. En 1782, à peine quelques années après la présentation du Verrou, sont éditées Les Liaisons dangereuses de Laclos dont Fragonard aimera s'inspirer. L'image de la toile est aujourd'hui souvent utilisée comme couverture de Les Liaisons dangereuses par exemple dans l'édition 2006 de la collection de livres de poche Folio.
Le Verrou a, en effet, profondément influencé la manière de penser « à la française ». Il est vrai que la renommée de la toile, comme celle de son auteur, a fluctué avec le temps. Mais cette œuvre fait globalement partie de l'inconscient collectif français, voire occidental. Elle est une représentation de la frivolité d'une société prête à s'écrouler, tout en restant l'incarnation de la passion amoureuse. En ce sens, les références au Verrou sont multiples. Jacques Aumont, dans son livre Pour un cinéma comparé : influences et répétitions, montre l'influence des arts « classiques » sur le cinéma, prenant l'exemple d'œuvres comme Le Verrou. Le tableau y inspire le décor, les mises en scène.
Le verrou , de Guy de Maupassant, est une nouvelle dans laquelle est relatée la mésaventure subie par un amant qui a oublié de tirer le verrou. 
L'image a également été utilisée pour des publicités en faveur du préservatif.

## Documentaires
Un numéro de la série documentaire Palettes, dirigée par Alain Joubert sur Arte, a été consacré au Verrou intitulée Palettes : Fragonard, Le Verrou. En une vingtaine de minutes, le présentateur a tenté de percer les multiples secrets de la toile.

#### Monographies
- Daniel Arasse, Le Détail : pour une histoire rapprochée de la peinture, Paris, Flammarion, 1992, 1re éd., 459 p.
- Jacques Aumont, Pour un cinéma comparé : influences et répétitions : Conférences du Collège d'histoire de l'art cinématographique, vol. 9, Paris, Cinémathèque française, Musée du cinéma, 1996, 1re éd., 422 p. (ISBN 978-2-900596-16-6, lire en ligne), p. 87.
- Pierre Cabanne, Fragonard, Paris, Somogy, 1987, 1re éd., 156 p. (ISBN 978-2-85056-184-9), p. 57 et 58.
- Jean Pierre Cuzin, Jean-Honoré Fragonard. Vie et œuvre : Catalogue complet des peintures, Fribourg-Paris, Office du livre, 1987, 1re éd., 381 p. (ISBN 978-2-8264-0077-6)
- Jean Pierre Cuzin et Dimitri Salmon, Fragonard : regards croisés, Paris, Mengès, 2007, 1re éd., 240 p. (ISBN 978-2-85620-478-8).
- Olivier Deshayes, Le désir féminin ou l'impensable de la création : De Fragonard à Bill Viola, Paris, L'Harmattan, 2010, 1re éd., 278 p. (ISBN 978-2-296-11059-5, lire en ligne).
- Marie-Anne Dupuy-Vachey et Jean-Honoré Fragonard, musée Jacquemart-André, Fragonard : les plaisirs d'un siècle, Paris, Snoeck, 2007, 1re éd., 183 p. (ISBN 978-90-5349-655-8, lire en ligne).
- Françoise Duvignaud, Terre mythique, terre fantasmée : l'Arcadie : Nouvelles études anthropologiques, Paris, Editions L'Harmattan, 1994, 1re éd., 285 p. (ISBN 978-2-7384-2246-0, lire en ligne).
- Pierre Marie Gault de Saint-Germain et Jean-Honoré Fragonard, musée Jacquemart-André, Les Trois siècles de la peinture en France ou Galerie des peintres français, depuis François Ier jusqu'au règne de Napoléon, ..., Paris, Belin fils, 1808, 1re éd., 349 p. (lire en ligne), p. 223.
- Edmond de Goncourt et Jules de Goncourt, Fragonard : Les Introuvables, Paris, Editions L'Harmattan, 2006, 65 p. (ISBN 978-2-296-01953-9, lire en ligne).
- Edmond de Goncourt, L'art du XVIIIe siècle : sér. Eisen. Moreau. Debucourt. Fragonard. Prudhon (1901), vol. 3, Paris, E. Fasquelle, 1901 (lire en ligne).
- Guillaume Faroult, Le verrou de Fragonard, Paris, Coédition RMN / Musée du Louvre, coll. « So », 2007, 1re éd., 64 p. (ISBN 978-2-7118-5387-8).
- Xavier de Langlais, La Technique de la peinture à l'huile., Paris, Réunion des musées nationaux, 1959, 1re éd., 413 p.
- Jean-Jacques Lévêque et Jean-Honoré Fragonard, La vie et l'œuvre de Jean-Honoré Fragonard, vol. 9, Paris, ACR édition, 1987, 1re éd., 238 p. (ISBN 978-2-86770-022-4).
- Roger Portalis (baron), Honoré Fragonard : sa vie et son œuvre... : Partie 1 de Honoré Fragonard: sa vie et son œuvre, vol. 1, Paris, J. Rothschild, 1889, 1re éd., 107 p.
- Roger Portalis (baron), Honoré Fragonard, sa vie et son œuvre : Volume 2 de Honoré Fragonard: sa vie et son œuvre. 210 planches et vignettes d'après les peintures, estampes et dessins originaux; eaux-fortes par Lalauze, Champollion, Courtry, De Mare, Wallet, Greux, Veyrassat, Boilvin, Monziès, Salmon et Jazinski, vol. 2, Paris, J. Rothschild, 1889, 1re éd., 348 p.
- Alfred Sensier, La Vie et l'œuvre de J.-F Millet, Paris, Éditions A. Quantin, 1881, 1re éd.

#### Articles
- Jacques Foucart et Musée du Louvre. Département des peintures, Nouvelles acquisitions du Département des peintures (1987-1990), Paris, Réunion des musées nationaux, 1992, 1re éd., 235 p. (ISBN 978-2-7118-2479-3).
- Guillaume Faroult, Jean-Honoré Fragonard, Le verrou, vol. 37, Paris, Réunion des musées nationaux, coll. « Solo », 2007, 1re éd., 56 p. (ISBN 978-2-35031-158-6, lire en ligne).
- Musée des arts décoratifs (France), Cent chefs-d'œuvre du musée des arts décoratifs, Paris, Le Musée, 1964, 1re éd., 159 p.
- Conseil des musées nationaux (France), La Revue du Louvre et des musées de France, vol. 24, Paris, Conseil des musées nationaux, 1974, 1re éd. (lire en ligne), p. 274
- France. Ministère de la culture et de la communication, Galeries nationales du Grand Palais (France) et Réunion des musées nationaux (France), Cinq années d'enrichissement du Patrimoine national, 1975-1980 : donations, dations, acquisitions : Exposition Galeries nationales du Grand Palais, 15 novembre 1980-2 mars 1981, Paris, Éditions de la Réunion des musées nationaux, 1980, 112 p. (ISBN 978-2-7118-0174-9).
- P. Rosenberg et M.-A. Dupuy, Fragonard, catalogue d'exposition Paris, Grand Palais, 24 septembre 1987-4 janvier 1988 ; New York, Metropolitan Museum of Art, 2 février-8 mai 1988, Paris, Editions de la Réunion des musées nationaux, 1987, 1re éd.
- Courrier Européen, Gazette des Beaux-Arts de l'Art et de la Curiosité, Paris, Courrier Européen, 1865, 1re éd., 592 p. (lire en ligne).
- A. Charavay, Revue de l'art français ancien et moderne, Paris, 1985-1907.
- Connaissance des arts, Paris, Société Française de Promotion Artistique, 1974, 1re éd., numéros 271 à 274.
- J. Franck, Le Verrou dans l’œuvre de Fragonard, vol. 227, L'Estampille, 1989, 1re éd., p. 68-69
- J. Thuillier, Tableaux de Fragonard et meubles de Cressen, vol. 10, Paris, Le Petit Journal des grandes expositions, 1974, 1re éd.
- J.-P. Cuzin, Jean-Honoré Fragonard, vie et œuvre, Fribourg, Le Petit Journal des grandes expositions, 1987, 1re éd.